# Cercles de Malfatti
En matemàtiques, els cercles de Malfatti són els tres cercles interiors d'un triangle donat, de tal forma que siguin tangents entre si i cadascun d'ells és tangent a dos costats del triangle. Reben el seu nom del matemàtic italià Gian Francesco Malfatti que va ser el primer que en va estudiar la construcció en la creença, equivocada, que eren els tres cercles que donaven la màxima superfície entre tots els trios de cercles interiors d'un triangle no superposats.

## El problema de Malfatti
Tot i que el problema sembla haver estat plantejat abans pel matemàtic japonès Naonobu Ajima, l'any 1803 Malfatti va enunciar el següent problema: «Donat un prisma triangular de qualsevol mena de material, per exemple de marbre, com tallar tres cilindres circulars de la mateixa alçada que el prisma i del major volum possible.» Aquest problema és el mateix que dibuixar a l'interior d'un triangle tres cercles de màxima superfície. Malfatti, i molts altres (Jakob Steiner, Andrew Searle Hart, Eugène Charles Catalan), van conjecturar erròniament que aquests cercles serien tangents entre si i tangents cadascun a dos costats del triangle.

Comparació dels cercles de Malfatti amb els tres cercles que maximitzen la superfície en un triangle equilàter.

El problema va ser popularitzat per Joseph Diaz Gergonne en els Annales de Mathématiques pures et appliquées i no va ser fins al 1930 en que Lob i Richmond van demostrar, utilitzant un algorisme voraç que s'aconseguia major superfície construint un cercle inscrit i després, successivament, dos cercles en els espais buits més grans.
Aquesta diferència és molt petita en un triangle equilàter (només un 1%), però Howard Eves va demostrar el 1965 que en un triangle isòsceles podia arribar a ser quasi del doble.